# سليم الأفنيش
سليم الأفنيش (بالإنجليزية: Salim Alafenisch، العبرية: סלים אלאפניש) هو كاتب فلسطيني مقيم في ألمانيا، نشأ في النقب ولم يتعلم القراءة والكتابة إلا في سن الرابعة عشرة.

## حياته
ولد سليم الأفنيش في صحراء النقب ابنا لشيخ عشيرة كبيرة، هي عشيرة الأفنيش، التي تنتمي إلى قبيلة التياهة، التي استوطنت في جنوب فلسطين منذ عقود طويلة. وقضى طفولته ومطلع صباه وهو يرعى جمال أبيه الشيخ محمد. أكمل دراسة مرحلة الثانوية في مدينة الناصرة، وحصل على الشهادة 1971. سافر بعدها إلى إنجلترا لمتابعة الدراسة في كلية برينستون في لندن دراسات علم الشعوب والاجتماع والنفس، ويقول سليم عن ذلك: " كان من المقرر آنذاك أن أدرس الحقوق وأصبح محاميا، لأن قبيلتنا كانت في ذلك الحين تخوض نزاعا قضائيا مع قبيلة أخرى." يقطن الآن الكاتب سليم الأفنيش منذ عدّة أعوام في مدينة هايدلبيرغ الألمانية وهو يكتب باللغة الألمانية قصصًا وحكايات للأطفال وللكبار، حيث ترجمت أعماله إلى لغات عدة ما عدا العربية.

## مؤلفاته
- زوجات جدي الثمانية. (عام 1986)
- تاجر البخور. (يحتوي على خمس حكايات تعرف القارئ على التراث البدوي)
- الجمل المتمرد. (أكثر أعماله تطرقا للسياسة، فيتحدث الكتاب عن القضية الفلسطينية وتطور أوضاع البدو وحياتهم في صحراء النقب منذ شق قناة السويس وما تبع ذلك من حوادث أهمها الاستعمار البريطاني في فلسطين وتأسيس دولة إسرائيل.)[4]

## روابط خارجية
- سليم الأفنيش على موقع IMDb (الإنجليزية)